# Ramon Mantovani
Ramon Mantovani (Manresa, 13 febbraio 1955) è un politico italiano.

## Biografia
Di origini iberiche, si trasferì giovanissimo a Milano, dove ottenne un diploma in comunicazioni visive. Partecipò alla contestazione studentesca del 1977 a Milano e, successivamente, divenne dirigente prima del Movimento Lavoratori per il Socialismo e poi del Partito di Unità Proletaria, con il quale, nel 1984, confluì nel Partito Comunista Italiano.
Dal 1985 al 1990 fu consigliere comunale per il PCI a Motta Visconti, mentre dal 1990 al 1993 ricoprì lo stesso ruolo a Limbiate
Nel 1991 fu tra i fondatori del Partito della Rifondazione Comunista, ricoprendo numerosi incarichi a livello locale e nazionale. Eletto per la prima volta deputato nel 1992, non fu confermato alla Camera nel 1994, poi venne nuovamente rieletto alle elezioni politiche del 1996.
Nel novembre 1998, dopo appena un mese che si era insediato il Governo D'Alema, Mantovani divenne noto alle cronache per aver accompagnato in Italia dalla Russia il politico curdo Abdullah Öcalan, leader del PKK (Partito dei Lavoratori del Kurdistan) e già ricercato in Turchia. Il caso sollevò un polverone internazionale e compromise i rapporti fra l'Italia e la Turchia, da cui il PKK chiedeva l'indipendenza per la regione del Kurdistan. La vicenda si concluse col diniego dell'asilo politico da parte delle autorità italiane e Öcalan fu invitato a partire per Nairobi. Pochi giorni dopo venne catturato dagli agenti dei Servizi segreti turchi del Millî İstihbarat Teşkilatı e consegnato, in condizioni non del tutto trasparenti, allo Stato turco.
Mantovani fu confermato deputato nel 2001. Alle elezioni politiche del 2006 ricevette un nuovo mandato parlamentare, venendo eletto deputato nella circoscrizione Liguria. Dalla XIII Legislatura ha fatto parte della Commissione permanente affari esteri e comunitari.
Nel 2008, in occasione delle elezioni politiche, Mantovani non fu rieletto in parlamento a causa del pessimo risultato elettorale della Sinistra Arcobaleno, lista di cui faceva parte Rifondazione. Per il Congresso del partito di luglio 2008 fu tra i co-firmatari della mozione numero 1 "Rifondazione Comunista in movimento Rilanciare il Partito, costruire l'unità a sinistra" assieme all'ex-ministro Paolo Ferrero e a Claudio Grassi. Successivamente è stati membro della direzione nazionale del PRC.

### Contatti con le FARC
Il governo colombiano ha denunciato i contatti esistenti tra Mantovani e le FARC, con l'accusa di aver avuto contatti non solamente politici. Tali informazioni sono risultate dal ritrovamento del computer di Raúl Reyes (numero due delle FARC), grazie ai cui documenti emergono "appoggi espliciti, raccolta fondi, scambio informazioni". Rifondazione Comunista ha risposto a questa denuncia chiarendo che i contatti con le FARC sono sempre stati alla luce del sole e avevano l'obiettivo di far riprendere il processo di pace.